# Vangueriopsis lanciflora
Vangueriopsis lanciflora är en måreväxtart som först beskrevs av William Philip Hiern, och fick sitt nu gällande namn av Robyns. Vangueriopsis lanciflora ingår i släktet Vangueriopsis och familjen måreväxter. Inga underarter finns listade i Catalogue of Life.